# Peltosaari (ö i Kymmenedalen)
Peltosaari är en halvö i Finland. Den ligger i sjön Karijärvi och i kommunen Kouvola i den ekonomiska regionen  Kouvola ekonomiska region  och landskapet Kymmenedalen, i den södra delen av landet, 140 km nordost om huvudstaden Helsingfors.